# Cavour (Dakota del Sud)
Cavour és una població dels Estats Units a l'estat de Dakota del Sud. Segons el cens del 2000 tenia 141 habitants.

## Demografia
Segons el cens del 2000, Cavour tenia 141 habitants, 60 habitatges, i 39 famílies. La densitat de població era de 129,6 habitants per km².
Dels 60 habitatges en un 31,7% hi vivien nens de menys de 18 anys, en un 53,3% hi vivien parelles casades, en un 10% dones solteres, i en un 35% no eren unitats familiars. En el 33,3% dels habitatges hi vivien persones soles el 10% de les quals corresponia a persones de 65 anys o més que vivien soles. El nombre mitjà de persones vivint en cada habitatge era de 2,35 i el nombre mitjà de persones que vivien en cada família era de 3,05.
Per edats la població es repartia de la següent manera: un 29,1% tenia menys de 18 anys, un 2,8% entre 18 i 24, un 29,8% entre 25 i 44, un 26,2% de 45 a 60 i un 12,1% 65 anys o més.
L'edat mediana era de 39 anys. Per cada 100 dones de 18 o més anys hi havia 85,2 homes.
La renda mediana per habitatge era de 27.750 $ i la renda mediana per família de 38.750 $. Els homes tenien una renda mediana de 24.688 $ mentre que les dones 21.250 $. La renda per capita de la població era de 15.358 $. Entorn del 5,9% de les famílies i el 2,5% de la població estaven per davall del llindar de pobresa.

## Poblacions més properes
El següent diagrama mostra les poblacions més properes.